# ムーンダンス
『ムーンダンス』（Moondance）は、北アイルランド出身のシンガーソングライター、ヴァン・モリソンが1970年に発表した、ソロ名義では3作目のスタジオ・アルバム。ソロ転向後としては初めてセールス的に成功を収めたアルバムで、1999年にはグラミーの殿堂入りを果たした。

## 背景
初のセルフ・プロデュース作品で、モリソンは後年『Sound On Sound』誌において「私が求めているものは私以外の誰にも分からないから、自分でやったんだよ」とコメントしている。バック・バンドの人選もモリソン主導で行われ、本人は「ホーン2人とリズム・セクション、それが私の一番好きなバンドの形式なんだよ」と語っている。
「ムーンダンス」は、1965年にモリソンとミック・フリートウッドによるジャム・セッションで生まれたインストゥルメンタルを元にして作られた歌である。
本作制作時のアウトテイクのうち「I Shall Sing」は、アート・ガーファンクルのソロ・デビュー作『天使の歌声』（1973年）でカヴァーされたが、モリソン自身の録音は2013年まで未発表となっていた。また、本作のセッションでは11分近くに及ぶ長さだった「I've Been Working」は、モリソンの次作『ストリート・クワイア』（1970年）に、全く異なるアレンジで収録された。

## 反響
アメリカのBillboard 200では最高29位を記録し、ソロ名義では初の全米トップ100アルバムとなった。本作からのシングル「カム・ランニング」はBillboard Hot 100で39位に達し、ソロ名義では「ブラウン・アイド・ガール」（1967年）以来の全米トップ40シングルとなった。また、1977年には「ムーンダンス」がシングル・カットされ、Billboard Hot 100で92位を記録している。
イギリスでは自身初の全英アルバムチャート入りを果たし、3週トップ100入りして最高32位を記録。オランダでは1970年4月18日付のアルバム・チャートで9位を記録。ノルウェーでは、リリースから約1年後の1971年第11週のアルバム・チャートで19位を記録した。

## 評価
Jason Ankenyはオールミュージックにおいて満点の5点を付け「陰の『アストラル・ウィークス』に対して陽に当たる輝かしい『ムーンダンス』は、前作と完全に肩を並べる名盤」と評している。また、ロバート・クリストガウは最高評価に当たるA+を付け「彼が愛するブラック・ミュージックの如きモリソンのソウルは、死すべき運命にあると同時に不滅でもある」と評している。、
『ローリング・ストーン』誌が選出したオールタイム・グレイテスト・アルバム500では、66位にランク・インした。また、「ローリング・ストーンの選ぶオールタイム・グレイテスト・ソング500」では本作からの「ムーンダンス」が231位、「イントゥ・ザ・ミスティック」が474位にランク・インした。
Chad ChildersはUltimate Classic Rockの企画「ヴァン・モリソンの曲ベスト10」において、本作からの「キャラヴァン」を10位、「クレイジー・ラヴ」を7位、「ムーンダンス」を4位、「イントゥ・ザ・ミスティック」を1位に挙げた。

## デラックス・エディション盤
2013年、CD4枚（本作のリマスター盤とボーナス・ディスク3枚）とブルーレイ1枚（5.1サラウンド＆ハイレゾステレオ収録）から成るデラックス・エディション盤が発売された。しかし、モリソン自身はデラックス・エディション盤のリリースに反対し、「当時の私のマネージメント会社は、42年前にこれらの音源を手放しているのに、また私の手から盗まれたような気分だ」と主張した。

## 収録曲
全曲ヴァン・モリソン作詞・作曲。
Side 1
1. ストーンド・ミー - And It Stoned Me - 4:34
2. ムーンダンス - Moondance - 4:36
3. クレイジー・ラヴ - Crazy Love - 2:36
4. キャラヴァン - Caravan - 5:02
5. イントゥ・ザ・ミスティック - Into the Mystic - 3:30

Side 2
1. カム・ランニング - Come Running - 2:32
2. ジーズ・ドリームス・オブ・ユー - These Dreams of You - 3:53
3. ブラン・ニュー・デイ - Brand New Day - 5:10
4. エヴリワン - Everyone - 3:34
5. 嬉しい便り - Glad Tidings - 3:43

## 参加ミュージシャン
- ヴァン・モリソン - ボーカル、リズムギター、タンブリン
- ジャック・シュローアー - サクソフォーン
- コリン・ティルトン - サクソフォーン、フルート
- ジェフ・レイベス - ピアノ、ハモンドオルガン、クラビネット
- ジョン・プラタニア - リードギター、リズムギター
- ジョン・クリングバーグ - ベース
- ゲイリー・マラバー - ドラムス、ヴィブラフォン
- ガイ・マッソン - パーカッション
- エミリー・ヒューストン - バッキング・ボーカル(on #3, #8)
- ジュディ・クレイ - バッキング・ボーカル(on #3, #8)
- ジャッキー・ヴァーデル - バッキング・ボーカル(on #3, #8)